# 世界一周
世界一周（せかいいっしゅう）とは、世界中を一回りすること。世界とはすなわち地球でもあることから、地球一周（ちきゅういっしゅう）と称されることもある。世界周航（せかいしゅうこう）とも。

## 定義
世界一周 (World circumnavigation) の基本定義は、ある地点と、その対蹠地（地球の反対側となる地点）の両方を通る、大きな円を描く経路だろう。実際には、手段に基づく制限などのため、前述の基本定義とはやや異なる定義が用いられる。
他にも「全ての子午線を横切って出発地に戻る」「五大陸全てを経由して出発地に戻る」など様々なものがある。全ての子午線を横断すると言うことであれば、例えば北極圏や南極圏の廻りを一周することでも達成されるが、これは世界一周と呼ばれない。また、ある地点とその対蹠地の両方を通ると言うことであれば、南北方向への移動のみ（この際、南極点と北極点を経由する）でも達成されるが、これもまた世界一周と呼ばれない。
富裕層にとっては、19世紀には世界一周旅行が可能となり、その経路はユリシーズ・グラントが行ったものと同じ、また世界大戦時に大勢の兵士が輸送された経路でもある。後に技術的進歩と収入の増加により、この旅行は一般層にも可能なものとなった。

### 船による世界一周

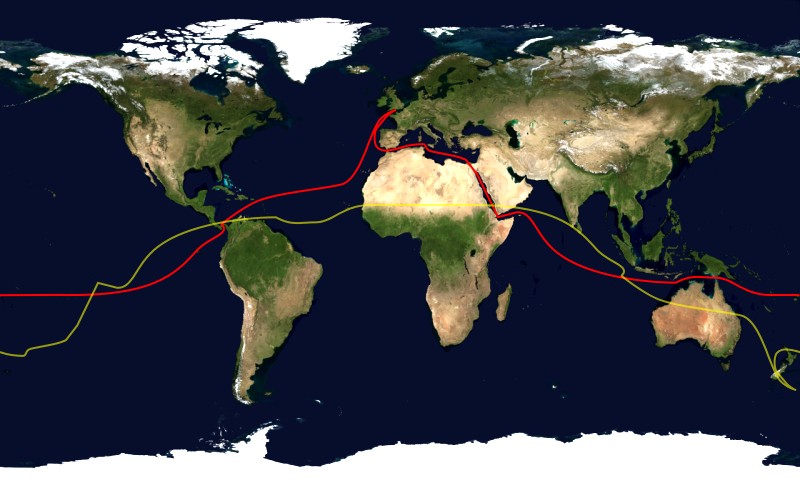
赤線が現代の標準的な世界一周航路（船の場合）。スエズ運河とパナマ運河を通る。黄線は赤線の対蹠地。

右の地図で赤く描かれた線が、貿易風とスエズ、パナマ両運河を用いる、標準的な帆船世界一周航路である（黄線は赤線の対蹠地）。航路がほぼ大きな円で、だいたいある地点とその対蹠地を通っていることが見て取れる。多くの船乗りがこの航路に沿った。貿易風を利用することで帆走が容易になり、またなるべく風の穏やかな海域を通るようになっている。

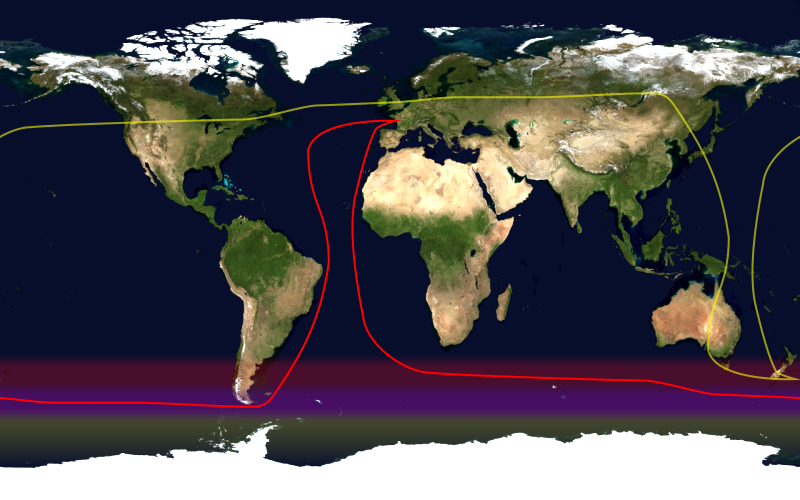
赤線がヨットレースにおける標準的な世界一周航路。黄線はその対蹠地。

ヨットレースでは、このような大円を描く航路は現実的ではない。とりわけノンストップ・レースでは、スエズ、パナマ両運河の利用は不可能である。従ってヨットレースにおける世界一周の定義は、「赤道を越えて、すべての経線を同じ向きで通過し、出発地と同じ港に戻る、長さ21,600浬（40,000 km）以上の航路」とされる。左の地図は赤線がヴァンデ・グローブの世界一周ルート、黄線はその対蹠地である。まったく対蹠点を通らないことが見て取れる。南半球の風向きは西風が支配的であるため、東を目指すルートよりも西を目指すルートの方が難易度が高い。四角帆の船ではなおさらである。
1922年に始まったラコニア（キュナード・ライン）の世界一周旅行により、数千人が優雅な船旅で世界一周を達成した。この船旅は通常、ニューヨークかサウサンプトンを出発し、西に向かう航路だった。太平洋に入る際のルートとしては、カリブ海からパナマ運河を通るものと、ホーン岬を回るものがあった。またヨーロッパへの帰路も、スエズ運河を通って地中海に入る場合と、喜望峰を回ってアフリカ西岸を北上する場合があった。これらの船旅のゴールは、出港地に戻ることである。

### 空路での世界一周
現在世界一周で用いられる最も一般的な交通手段は航空機によるものである。商業航空開発により、何万もの人が空路での世界一周を達成することとなった。単一の航空会社による乗り継ぎ路線（世界一周路線）や、単一の航空会社または航空連合による乗り継ぎ航空券（世界一周航空券）の形で一般の旅行客にも提供され、今日では容易に実行可能である。
空路での世界一周に際しては、世界の大気循環パターン、とりわけジェット気流を考慮することになる。ジェット気流は赤道を越えることがなく、それぞれ北半球・南半球の中で循環している。そのため、空路での世界一周は、赤道を越えることや、対蹠地を通ることといった条件は設定されない。たとえばスティーヴ・フォセットの熱気球での世界一周は、南半球の中で完結した。
動力を持つ航空機の世界一周記録条件は、すべての子午線を通過して出発地に戻る、距離　36,787.559 km（22,858.729 マイル。これは北回帰線の長さ）以上のコースである。また、コースの制御点は北極圏、南極圏の外側に置かれなくてはならない、とされる。
気球では、風の影響が大きいため、さらに条件が緩和される。すべての子午線と、両極圏の外側にあるチェックポイントを通過する、半径 3,335.85 km（2,072.80 マイル）以上のコースで、内側に極点を含むものである（極点を中心とする必要はない）。

### 人力での世界一周
ギネス世界記録は、2006年版で人力での世界一周に関するガイドラインを発表している。そこで示された条件は、距離 36,787.559 km （北回帰線の距離）以上で赤道を通り、出発地点と完全に同じ場所に戻ってくることである。対蹠地を通る必要はない。
認定機関ギネス世界記録とExplorerswebによると、Jason Lewisは2007年10月6日に世界で初めて人力での世界一周に成功した。これはen:Expedition 360という企画で、13年におよぶ旅程であった。ただし、ギネスは彼の行程は幾つかの点で定めた基準を満たしていないとしていた（彼はある岩礁をモーターボートで渡ったとされる。彼は後にこの地点を人力で渡り直した）。
2012年、トルコ人冒険家のen:Erden Eruçは世界で初めての単独での人力世界一周に成功した。Eruçはこぎ舟、シーカヤック、徒歩、そして自転車によって2007年7月10日から2012年7月12日の期間で達成した。Erdenは赤道を二度通過し、12箇所の対蹠地を通った。総移動距離は66,299キロメートル (41,196 mi)で、中断期間を除いて1,026日の旅であった。
ナショナルジオグラフィック協会は、Colin Angusを最初の人力世界一周成功者としている。これは2004年7月に成し遂げられた。しかしながら、彼の行程は赤道を通過しておらず、対蹠地にも到達していないため、ギネスやExplorerswebによるAdventureStatsが定める基準を満たしていない。
大洋は飛行機で渡り、陸路のみを歩行または自転車で世界一周した人物は多くいる。この記録を最初に達成したのはen:David Kunstであると記録されている。彼は1970年6月20日から1974年10月10日の期間で、徒歩で陸路世界一周した。走行による世界一周は、1997年-2003年のRobert Garsideによるものが認定されている。ただし、これらは海洋は空路で越えているため、海洋を除いた移動距離はギネスのガイドラインを下回る。

### 観光旅行としての世界一周
1816年にアメリカのブラック・ボール・ライン社がニューヨークとイギリスリバプール間の大西洋航路の定期船運航を開始し、その後、パナマ経由のニューヨーク・サンフランシスコ航路を運航していたアメリカのパシフィック・メール社が、1867年1月1日から、サンフランシスコ・横浜・香港をつなぐ定期船の太平洋航路を開設した。これにより、イギリスなどヨーロッパから東回りで東アジアへ進出していた航路と太平洋航路が横浜・香港で合体することになり、定期蒸気船航路を乗り継ぐことによって誰でも地球一周旅行が可能になった。1869年にスエズ運河とアメリカ大陸横断鉄道が完成すると、世界一周旅行はさらに容易になった。これにより、商業的な世界一周旅行が始まり、長く西洋にベールを閉ざしていた日本が開国したばかりであったこともあり、19世紀末には欧米の冒険家や裕福な観光客の新しい旅先として日本が人気となった。
トーマス・クックは1872年に世界初の世界一周団体旅行を敢行した。9月26日に8人の団体客でリバプールから船でニューヨークへ行き、鉄道でサンフランシスコへ、船で横浜へ、東京周辺を観光したのち、船で大阪、長崎、上海、シンガポール、マドラス、カルカッタまで行き、鉄道旅行ののちボンベイから船で、紅海、スエズ運河、地中海を通って、鉄道でリバプールへ戻った。222日間の旅行だった。この間にジュール・ヴェルヌの『八十日間世界一周』が出版されたこともあり、世界一周旅行熱が加速し、ネリー・ブライ、エリザベス・ビスランド、ジョージ・フランシス・トレイン、ジョージ・グリフィスら、時間を競う世界一周旅行者も現れるようになった。
1925年にアメリカン・エキスプレスが主催した世界一周観光団が日本に立ち寄った際は、参加者が外国人を見物に来た群衆に向かって小銭や煙草を投げ、それを人々が拾う姿を各地で撮影し、問題になった。群衆の中にはそうした行為に憤慨して金を投げ返す者もあった。

## 著名な世界一周
年月は行われた期間をいう。

### 海路
- フアン・セバスティアン・エルカーノ、アントニオ・ピガフェッタら18人が人類初の世界一周を達成。1519年-1522年。マゼラン艦隊の遠征に参加。マゼランは途中セブ島で1521年4月27日に死にマゼラン艦隊の指揮官はさまざま入れ替わるが、エルカーノが最後の指揮をとったビクトリア号が1522年9月8日スペインのサンルーカル・デ・バラメダに帰還。エルカーノとビクトリア号の乗組員計18人が人類最初の世界周航達成者となった[20]。2023年、最初の世界周航は世界の記憶に登録された[21]。ただし、初の世界一周者をマゼランの奴隷エンリケとする説もある[22]。
- アンドレス・デ・ウルダネータ。1525年-1528年。ロアイサ遠征隊に参加、遠征隊の多くが死亡し遠征が失敗した中、1528年に帰還。
- フランシス・ドレーク。1577年-1580年。イギリスの世界一周艦隊を指揮。
- Martín Ignacio de Loyola。1580年-1584年及び1585年-1589年。世界一周を2回達成した最初の人物であり、異なる方向（西回りと東回り）での世界一周達成者としても最初の人物。
- Pedro Cubero。1670年-1679年。陸上を含む世界一周としては初。
- ウィリアム・ダンピア。1679年-1691年、1703年-1707年、1708年-1711年。世界一周を3回達成した最初の人物。
- John ByronとHMS Dolphin。1764年6月-1766年5月。2年を切る期間での世界一周としては初。
- ルイ・アントワーヌ・ド・ブーガンヴィル。1766年–1769年。フランスによる最初の世界一周であり、乗組員の植物学者ジャンヌ・バレ（Jeanne Baré）は世界一周を達成した最初の女性となった。
- ジェームズ・クック。1768年-1769年。2回の世界一周を達成、3回目の途上で死亡。
- HMS Driver。蒸気船による世界一周としては初。1847年達成。
- Argo。蒸気船による意図的な世界一周としては初。1853年達成。
- Corvette Zaragoza。1896年-1897年。メキシコの艦船及び乗組員による初の世界一周。
- Joshua Slocum。1895年-1898年。単独帆走での最初の世界一周。
- Vito Dumas。1942年。単独帆走で三大岬を通る経路としては初。また単独帆走でのホーン岬通過成功例として初。
- アメリカ海軍原潜トライトン。1960年。潜水艦による最初の世界一周（オペレーション・サンドブラスト（英語版））。
- Francis Chichester。1966年-1967年。単独帆走によるクリッパー航路での世界一周として初、また単独帆走での最短世界一周（9ヶ月と1日）。
- Robin Knox-Johnston。1968年-1969年。無寄港単独帆走の世界一周として初。
- Serge Testa。1984年-1987年。最も小さな船による世界一周。

このほか、中国・明時代に永楽帝の特使として鄭和が最後2回の航海で世界一周を成し遂げたとする説がある。鄭和は現代の洋式船よりも巨大な船で構成された艦隊を指揮して大規模な航海を行ったが、長い間西洋世界に知られることがなく、学者の多くは、鄭和は世界一周を成し遂げていないとみている。

### 空路
- アメリカ空軍（前身であるアメリカ陸軍航空部時代）。1924年。初の航空機による世界一周。175日間で 44,360 km （27,340 マイル）を飛んだ。赤道は通過せず、南半球には入っていない。
- ウィリー・ポスト。1933年7月。空路・単独での世界一周として初
- ニッポン。1939年。55日間で日本初の世界一周を遂げた。
- アメリカ空軍B-50A型戦略爆撃機「ラッキーレディ・ツー」。1949年。最初の無着陸世界一周。空中給油によった。
- Archie J. Old, Jr.。1957年。最初の空路無着陸世界一周を指揮。
- Jerrie Mock。1964年。女性による空路世界一周として初。[24]
- ディック・ルータンとジーナ・イェーガー。1986年12月。最初の無着陸無補給世界一周。ルータン ボイジャーを参照。
- スティーヴ・フォセット。2005年3月3日。最初の単独無着陸無補給世界一周。67時間で37,000kmを飛んだ。
- バーリントン・アーヴィング（Barrington Irving）。2007年3月-6月。航空機による単独世界一周の最少年齢記録。
- ソーラー・インパルス2。2016年7月26日。最初の燃料を使わない世界一周。1年4ヶ月かかった。

### 複合的手段
- ジョバンニ・フランチェスコ・ジェメリ・カレリ。1693年-1698年。公共交通機関で世界一周した。バックパッカーの始祖とも。
- エドワード・プライム。1869年8月1日から約1年間。日本には8月下旬から10月初旬まで滞在した[25]。1872年に世界一周旅行記『Around The World』を著した。
- ネリー・ブライ。1889年11月14日-1890年1月25日。女性初の単独世界一周旅行。
- David Kunst。1970年6月-1974年10月。徒歩での世界一周が最初に確認された人物。ただし、Kinga FreespiritやLudovic Hublerら数名も達成を主張している。
- Robert Garside。1997年-2003年。走行による世界一周が証明された最初の人物。2062日で48,000km（30,000マイル）、29カ国、6大陸を走った。[26]
- Jesper Olsen（2004年）、Colin Angus（2006年）、Rosie Swale-Pope（2008年）。完全に人力での世界一周を達成したとされるが、ギネスのガイドラインに沿った確認は行われていない[要出典]。
- Jason Lewis。ギネスが定めた人力世界一周の基準をクリア。（2007年）
- Erden Eruç。ギネスが定めた人力世界一周の基準を単独でクリア。（2012年）
- 間寛平。2008年12月17日 - 2011年1月21日。ヨットとマラソンによる世界一周（厳密には、ヨットによる北太平洋・北大西洋横断とマラソンによる北アメリカ大陸・ユーラシア大陸横断であり、「赤道を通過する」というギネスのガイドラインを満たしていない）。詳細はアースマラソンを参照。

### 日本人による世界一周
世界一周を行なった最初の日本人は、仙台の舟子である津太夫（延享元年（1744年） - 文化11年（1814年）7月29日）、儀兵衛（平）、太十郎、および左平の4人であるとされることがある。
寛政5年（1793年）11月21日、仙台の舟子津太夫ら16人は江戸に運送する糧を若宮丸に載せ石巻港を出発したが暴風に遭って漂流し、翌年6月上旬、アリューシャン列島に漂着。10ヶ月余の滞在の後、翌年4月上旬出発、6月にオホーツクに上陸した。8月から翌年夏までの間に、一行は3度に分かれてシベリア奥地に入り、イルクーツクで合流、同地の官吏の保護を受けつつ寛政8年（1796年）から享和2年（1802年）まで滞在した。皇帝から上京の命を受け、3月に出発、シベリアを横断して4月にペテルブルクに入ったが、その時3人は既に病死し、3人は途中の街で落伍した。
一行は客人として歓待され、皇帝に謁見を許された。5人を残して、津太夫、儀兵衛、太十郎および左平の4人と使節ニコライ・レザノフの通訳に任命された善六はナデジュダ号に乗船し、6月バルト海から大西洋に出た。カナリア諸島を経てブラジルに立ち寄り、翌文化元年（1804年）に太平洋に入り、マルキーズ諸島、ハワイ諸島を経てカムチャツカに到着。善六はここで下船したが、ナデジュダ号は同年秋に南航して9月に長崎に到着した。
使節の目的である通商条約の締結には至らなかったが、4人は長崎鎮台に引き取られ、さらに伊達家に引き渡され、文化2年（1805年）12月末、江戸芝の伊達屋敷にはいった。ここで取り調べを再び受けた後、翌年に帰郷した。厳密には、日本に戻らなかった善六を含めた5人であるともいえる。
この世界一周はマゼランの約280年後、前後13年にわたるものであった。
1902（明治35年）2月25日（2月22日だったという資料も）～1903年（明治36年）5月10日、中村春吉が日本人で初めて自転車による世界一周を達成している（ただし、日本発着と複数大陸間は船、他に列車を利用している）。名前が似ている（が血縁関係はない）中村直吉もほぼ同時期、1901（明治34）年～1907（明治40）年に水陸の公共交通で世界一周。ただし、春吉がアジア・ヨーロッパ・北米に限ったのに対し、直吉は六大州すべてを制覇。二人は押川春浪を通じてお互いを知った。
小口良平は2007（平成19）～2016（平成28）年、自転車による世界一周を達成。日本発着と大陸間は飛行機だが、それ以外は自転車を使用。アジア太平洋、EMEA（ヨーロッパ・中近東）、西半球（南北アメリカ大陸）を走破。